# Chamaemyia pallipes
Chamaemyia pallipes är en tvåvingeart som först beskrevs av Jacques-Marie-Frangile Bigot 1880.  Chamaemyia pallipes ingår i släktet Chamaemyia och familjen markflugor. Inga underarter finns listade i Catalogue of Life.